# Przylepka
Przylepka [pronunciación en polaco: /pʂɨˈlɛpka/] es un pueblo ubicado en el distrito administrativo de Gmina Złoczew, dentro del condado de Sieradz, Voivodato de Łódź, en el centro de Polonia.